# Cot Karueng Seumpung Manok
Cot Karueng Seumpung Manok är en bergstopp i Indonesien.   Den ligger i provinsen Aceh, i den västra delen av landet, 1 700 km nordväst om huvudstaden Jakarta. Toppen på Cot Karueng Seumpung Manok är 221 meter över havet.
Terrängen runt Cot Karueng Seumpung Manok är platt åt nordost, men åt sydväst är den kuperad.Runt Cot Karueng Seumpung Manok är det ganska tätbefolkat, med 192 invånare per kvadratkilometer. Närmaste större samhälle är Bireun, 7,4 km norr om Cot Karueng Seumpung Manok. I omgivningarna runt Cot Karueng Seumpung Manok växer i huvudsak städsegrön lövskog.